# Otogi: Myth of Demons
 (mai 2018).
Si vous disposez d'ouvrages ou d'articles de référence ou si vous connaissez des sites web de qualité traitant du thème abordé ici, merci de compléter l'article en donnant les références utiles à sa vérifiabilité et en les liant à la section « Notes et références ».
Otogi: Myth of Demons, au Japon Otogi (御伽), est un jeu vidéo de type beat them all / jeu d'action, publié par Sega sur Xbox.
Le jeu a été suivi par Otogi 2: Immortal Warriors une année après sa sortie au Japon.

## Trame
Le joueur incarne Raikoh Minamoto (personnage inspiré par l'histoire de Minamoto no Yorimitsu) qui est né dans un clan de bourreau.
Ayant reçu l'ordre de tuer son père, Raikoh ne pouvant pas le faire, décida de voler l'épée de son clan ancestral et de fuir la ville de Kyoto. Lorsqu'il parvint à s'échapper, le sceau séparant le monde des démons et celui des humains a été rompu. Une horde de démons est alors apparue à Kyoto. Raikoh a alors été tué par la puissance de l'obscurité, mais une magicienne le sauve et le maintien dans un état entre la vie et la mort.
La princesse lui donne un nouveau corps en échange de ses services. Elle lui permet de se repentir pour ses péchés alors qu'il était assassin en sauvant le monde des démons qui ont été libérés. Raikoh commence alors sa quête pour restituer le sceau et stopper le responsable.

## Système de jeu
Otogi présente un certain nombre de caractéristiques remarquables en incluant des environnements destructibles, une durée de vie exceptionnellement haute pour un jeu d'action à la 3e personne (29 niveaux) et un certain niveau artistique, fantastique, des graphismes vivants, rarement vus dans le développement de jeu occidental.

## Accueil
- Jeuxvideo.com : 16/20[1]